# Arhitektura Butana
Butanska arhitektura je sestavljena iz dzonga ('grad') in vsakdanjih različic. Dzongi v Butanu so bili zgrajeni kot utrdbe, ki so od 17. stoletja služili kot verska in upravna središča. Posvetne gosposke hiše so se pojavile kot poseben slog v poznem 19. stoletju v obdobju relativnega miru v Butanu. Butan je v svoji zgodovini večinoma sledil tibetanski tradiciji budistične arhitekture.

## Tradicionalna arhitektura
Driglam Namzha (Dzongkha=སྒྲིག་ལམ་རྣམ་གཞག་, w=sgrig lam rnam gzhag) so kodificira tradicionalna pravila za gradnjo dzongov (gradov), kot tudi običajnih stavb. Pod vodstvom navdihnjenega lame so trdnjavo zgradili državljani, ki so zgodovinsko sodelovali kot del svoje davčne obveznosti do države. Danes tradicionalne strukture gradijo plačani delavci, kar otežuje zmožnost vlade, da popravi in ohrani zlasti dzonge. 
V Butanu ostaja v veljavi tradicionalna arhitektura. Že leta 1998, s kraljevim odlokom, morajo biti vse stavbe zgrajene z večbarvnimi lesenimi fasadami, majhnimi obokanimi okni in poševnimi strehami. Tradicionalne zahodne butanske strukture so pogosto narejene iz lesenih okvirjev iz zemeljskega materiala in sicer zidakov iz blata in trstičja za notranje stene, zunanje stene iz zidakov iz blata in slame ter podpornih zidov iz kamna in zemlje. Narejene brez načrtov, prav tako niso dovoljeni žeblji ali železne palice v konstrukciji. Številne tradicionalne zgradbe vključujejo svastiko in falične slike.
V poznem 19. stoletju so se v času relativnega miru pojavili gosposki dvorci zahodnega Butana (okrožja Bumthang, Paro in Trongsa). Podobno kot dzongi so večnadstropne dvoriščne stavbe in imajo več oken, ki so podobni châlets (stavbe ali hiše, značilne za alpsko regijo v Evropi). Zgornja nadstropja stanovanj so po navadi služila kot kapele (choesum), v katerih so bile slike, kipi in verska literatura. 
Arhitektura navadnih hiš se razlikuje glede na lokacijo in nadmorsko višino. V južnih nižjih nadmorskih višinah so slamnate bambusove hiše pogoste; stavbe napredujejo v enostavne kamnite strukture na višjih nadmorskih višinah. Dvonadstropne zgradbe, ki so podobne, vendar manjše od gosposkih dvorcev, so običajne po vsem zahodnem Butanu. Tako kot dvorci so zgornja nadstropja pogosto rezervirana za kapelice, ki se podvojijo kot prostori za goste. Atika, izolirana z bambusovimi predpražniki in senom, pogosto služi za sušenje živalskih kož in čilijev. 
Kot pri večini stavb so stene navadnih domov na zahodu najpogosteje iz stisnjenih blatnih zidakov, ki jih do teden dni zbijajo v lesene okvire in omečejo z apnom. Končane zidove lahko pustijo naravno obarvane ali pobeljene. 
Bolj vlažne vzhodne doline Butana so po navadi strme, ozke soteske, kjer so naselja vkopana neposredno v gore. Na teh območjih so stene pogosteje iz kamna, v nasprotju s prepovedano zemljo, ki je bolj razširjena na zahodu. 
Vrata butanskih domov so navadno narejena iz desk na pero in utor, pritrjena na par lesenih tramičev. Na splošno so manjša okna vgrajena v nižja nadstropja, večja okna na zgornjih ravneh pa povečujejo strukturno trdnost. Okna so najpogosteje okrašena z ukrivljenim trikotnim motivom. Lesene strehe iz skodel so nagnjene, vendar jim primanjkuje žlebov; narašča trend kovinskih kritin zaradi njihove trajnosti. Tradicionalne strehe krasi lesena ograja. Med streho in stenami je običajno velik prostor za zračenje.
Notranje stopnice so izrezane iz enojnih debel, kadar je to mogoče.

## Dzong arhitektura
Butanska dzong ('grajska') arhitektura je dosegla svoj vrh v 17. stoletju pod vodstvom velikega lame Ngawang Namgyala, Šabdrung Rinpočeja. Ta se je zanašal na vizije in znamenja, da bi postavil vsakega od dzongov. Sodobni vojaški strategi bi opazili, da so dzongi dobro postavljeni glede na njihovo funkcijo obrambne utrdbe. Pogosto so bili zgrajeni na vrhu hriba ali gore ali ob pomembnih potokih.
Dzongi imajo močne obrambne kamnite kurtine, ki obdajajo eno ali več dvorišč. Prostori znotraj dzonga so običajno dodeljeni polovici upravni funkciji (kot je pisarna penlopa ali guvernerja), polovica pa verski funkciji, predvsem templju in stanovanju za menihe. Ta delitev upravnih in verskih funkcij odraža idealizirano dvojnost oblasti med verskimi in upravnimi vejami oblasti.

## Religiozna arhitektura
Budistični templji (lakhang) v Butanu so pogosto razmeroma preprosti enonadstropni objekti, ki obdajajo dvorišče. Večina ima tudi visoke pragove. Pogosto so okrašeni z rdečo črto vzdolž zgornjih sten in pozlačenimi bakrenimi strehami. Ob vhodu je včasih predprostor. 
Notranje stene in dvorane za občestvo butanskih templjev so okrašene s tkaninami v tehniki appliqué in poslikanimi freskami in murali. Prevladujejo verske teme, zlasti življenje Bude, legende Guruja Padmasambhave in božanstva zaščitniki. 
Samostani (gompa, goenpa) sledijo dvema arhitekturnima tradicijama: skupek in dzong. Zdi se, da vrste skupkov predstavljajo najstarejšo tradicijo meniške arhitekture v Butanu, v kateri sta eden ali dva templja obdana s skupkom stanovanj za njihove menihe.
Čorten, zgradbe čaščenja, podobne stupam, so posejane po deželi. Romarji in domačini obkrožajo čorten, da bi pridobili ugodnosti. Večji butanski kupolast čorten je izklesan iz kamna in pobeljen v nepalskem slogu. V vzhodnem in osrednjem Butanu so manjši zvončasti čorteni v tibetanskem slogu, ki jih pogosto spremlja zaščitna lesena nadgradnja. Naravni butanski slog je kvadratni kamniti steber s khemar blizu vrha, včasih ga spremlja krogla in polmesec za prikaz sonca in lune. Ta avtohtoni slog predstavlja nekakšno reducirano obliko klasične stupe. Še en slog čortena je podprt na dveh stebrih, pod katerimi ljudje hodijo za pridobitev ugodnosti.

## Mostovi
Gorski Butan se je vedno zanašal na mostove za potovanje po številnih strmih grapah in prehodih preko rek, ki so nagnjene h katastrofalnim poplavam. Najbolj tradicionalni mostovi Butana so njegovi konzolni mostovi, kraljestvo pa ima tudi več velikih visečih mostov.
Butanski konzolni mostovi so skupek masivnih lesenih konstrukcij, ki tvorijo en sam most. Ti starodavni mostovi so podpirali stoletja človeškega, živalskega in vse bolj industrijskega prometa.